# Cybill Shepherd
Pour les articles homonymes, voir Shepherd.
Cybill Shepherd est une actrice et productrice américaine, née le 18 février 1950 à Memphis (Tennessee).
Elle se fait connaitre avec ses rôles dans les films La Dernière Séance et Taxi Driver, et à la télévision avec son rôle de Maddie Hayes dans la série comico-policière Clair de lune (1985-1989), aux côtés de Bruce Willis.

## Biographie

### Jeunesse
Cybill Shepherd naît le 18 février 1950 à Memphis, en Tennessee. En 1966, à 16 ans, elle est élue « Miss Teenage Memphis » et, en 1968, « Mannequin de l'année ».

### Carrière

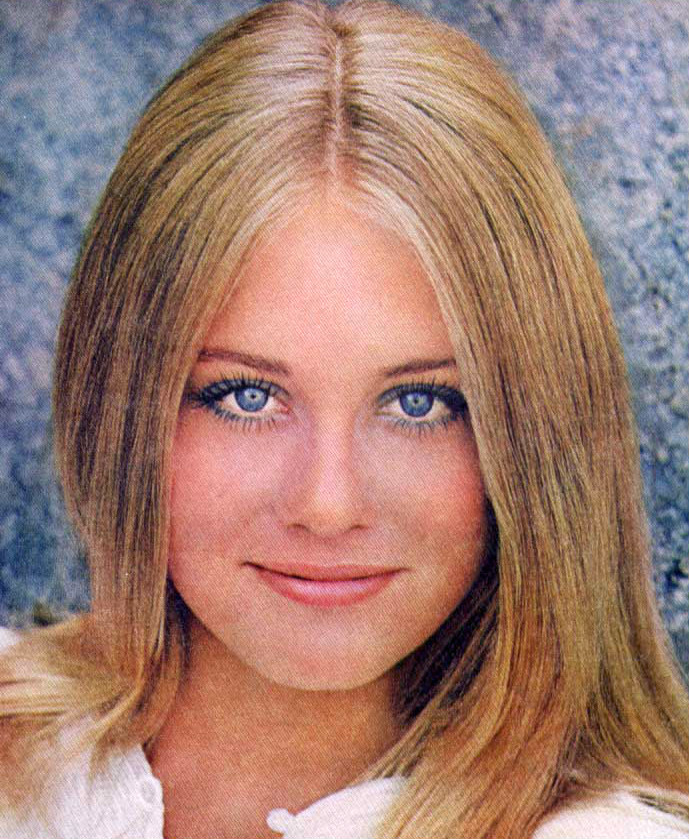
Cybill Shepherd en 1970.

À partir de 1970, Cybill Shepherd est la compagne de Peter Bogdanovich, qui la dirige dans La Dernière Séance (1971). Ce film, premier rôle au cinéma de Cybill Shepherd, remporte un franc succès, mais leurs deux films suivants en commun, Daisy Miller d'après Henry James et la comédie musicale Enfin l'amour avec Burt Reynolds (1975), sont des échecs. Ils se retrouvent en 1990 pour Texasville, la suite de La Dernière Séance.
Elle apparaît ensuite dans The Heartbreak Kid (sur un scénario de Neil Simon) et dans Taxi Driver, de Martin Scorsese. Ces films contribuent à lui assurer une notoriété, mais sa carrière est ensuite ralentie par plusieurs échecs commerciaux, que ce soit ceux des films de Bogdanovich, ou de Banco à Las Vegas avec Michael Caine, et du remake Une femme disparaît avec Elliott Gould.
Elle retrouve le succès avec la série Clair de lune de Glenn Gordon Caron aux côtés de Bruce Willis et Mark Harmon mais les films qu'elle tourne ensuite, Le ciel s'est trompé avec Robert Downey Jr. et Ryan O'Neal, Alice de Woody Allen (où elle ne fait qu'une brève apparition), Pour le meilleur et pour le rire d'Arthur Hiller (1991) avec Robert Sean Leonard et Mary Stuart Masterson, Once Upon a Crime... avec John Candy et James Belushi, ajoutent peu à sa gloire. C'est la télévision qui lui offre un autre succès : la série Cybill (1995-1998), fortement autobiographique, qui lui permet de remporter son troisième Golden Globe.
Dans la série The L Word, elle joue le rôle de Phyllis Kroll, la mère de Molly Kroll, alors que Molly Kroll est jouée par Clementine Ford, sa fille dans la réalité.
Depuis 1974, Shepherd a également sorti une dizaine de recueils de chansons.
Plus récemment (2008-2010), elle est apparue dans le rôle de la mère de Shawn dans Psych : Enquêteur malgré lui.

### Vie privée
Dans ses mémoires, Cybill Shepherd cite parmi ses amants Elvis Presley et Don Johnson, avoue avoir refusé les avances de Jack Nicholson et regrette d'avoir dit non à une invitation de Robert De Niro à un barbecue.
Mariée à David Ford le 19 novembre 1978, elle divorce en 1982. De cette union est née une fille, Clementine Ford, en 1979. Remariée à Bruce Oppenheim le 1er mars 1987, elle divorce en 1990. De cette union sont nés des jumeaux, Ariel et Zachariah Oppenheim, le 6 octobre 1987.[réf. nécessaire]

## Filmographie

### En tant qu'actrice

#### Cinéma
- 1971 : La Dernière Séance de Peter Bogdanovich : Jacy Farrow
- 1972 : Le Brise-cœur d'Elaine May : Kelly Corcoran
- 1974 : Daisy Miller de Peter Bogdanovich : Annie P. « Daisy » Miller
- 1975 : Enfin l'amour de Peter Bogdanovich : Brooke Carter
- 1976 : Taxi Driver de Martin Scorsese : Betsy
- 1976 : Dollars en cavale (en) (Special Delivery) de Paul Wendkos : Mary Jane
- 1977 : Aliens From Spaceship Earth de Don Como : elle-même
- 1978 : Banco à Las Vegas d'Ivan Passer : Debbie Luckman
- 1979 : Une femme disparaît d'Anthony Page : Amanda Kelly
- 1979 : Americathon (en) de Neal Israel : Gold Girl
- 1980 : The Return de Greydon Clark : Jennifer
- 1989 : Le ciel s'est trompé d'Emile Ardolino : Corinne Jeffries
- 1990 : Texasville de Peter Bogdanovich : Jacy Farrow
- 1990 : Alice de Woody Allen : Nancy Brill
- 1991 : Pour le meilleur et pour le rire (Married to It) de Arthur Hiller : Claire Laurent
- 1992 : Once Upon a Crime... d'Eugene Levy : Marilyn Schwary
- 1995 : The Last Word de Tony Spiridakis : Kiki Taylor
- 1999 : La Muse d'Albert Brooks : elle-même
- 2000 : Marine Life d'Anne Wheeler : June Nordstrom
- 2005 : Open Window de Mia Goldman avec Robin Tunney : Arlene
- 2014 : Broadway Therapy de Peter Bogdanovich : Nettie
- 2015 : Avez-vous la foi ? de Jon Gunn : Teri
- 2020 : Histoires d'amour (Love is Love is Love) d'Eleanor Coppola : Nancy

#### Télévision
- 1978 : A Guide for the Married Woman : Julie Walker
- 1983 : Masquerade : Carla
- 1983-1984 : The Yellow Rose (en) (22 épisodes) : Colleen Champion
- 1984 : Secrets of a Married Man : Elaine
- 1985 : Dans des griffes de soie (Seduced) : Vicki Orloff
- 1985 : Les Feux de l'été : Eula Varner
- 1985-1989 : Clair de lune : Madelyn « Maddie » Hayes
- 1991 : La traversée de l'enfer (Which Way Home) : Karen Parsons
- 1992 : Memphis : Reeny Perdew
- 1992 : Stormy Weathers (en) : Samantha Weathers
- 1993 : Manipulation meurtrière (Telling Secrets) avec Ken Olin : Faith Kelsey
- 1993 : À la recherche de mon fils : Julie
- 1994 : Bébé Connection de Mimi Leder : Debbie Freeman
- 1994 : While Justice Sleeps avec Tim Matheson : Jody Stokes
- 1995-1998 : Cybill : Cybill Sheridan
- 1997 : Les Notes du bonheur : Janice Johnston
- 2002 : Le Choix de l'amour (Due East) : Nell Dugan
- 2003 : Martha, Inc.: The Story of Martha Stewart : Martha Stewart
- 2005 : Détective : Karen
- 2005 : Martha Behind Bars : Martha Stewart
- 2006 : Hard Luck : Cass
- 2007-2009 : The L Word (19 épisodes) : Phyllis Kroll
- 2008-2010 : Psych : Enquêteur malgré lui : Madeleine Spencer
- 2009 : Esprits criminels (saison 4, épisode 14) : madame Gless
- 2009 : Sur le fil : Essie McNamara
- 2009 : Une seconde vie : Alice Washington
- 2010 : Drop Dead Diva : Ellie
- 2010 : La Double Vie de Samantha d'Eric Laneuville : Cassie
- 2010 : Super Hero Family (saison 1, épisode 6) : Barbara Crane
- 2012 :The Client List : Lynette, la mère de Riley
- 2013 : New York, unité spéciale  (saison 15, épisode 3) : Jolene Castille

### En tant que productrice
- 1992 : Memphis
- 1992 : Stormy Weathers (en)
- 1995 : Cybill

## Théâtre
- 2012 : The Best man de Gore Vidal au Gerald Schoenfeld theatre, Broadway, New York : Alice Russel

## Distinctions
Cybill Shepherd a obtenu trois Golden Globes de la Meilleure actrice dans une série télévisée musicale ou comique : en 1986 et 1987 pour Clair de lune, et en 1995 pour Cybill.

### Nominations
- 45e cérémonie des Golden Globes 1988 : Meilleure actrice dans une série musicale ou comique pour Clair de lune (Moonlighting) (1985-1989).
- Primetime Emmy Awards 1989 : Meilleure actrice dans une série télévisée dramatique pour Clair de lune (Moonlighting) (1985-1989).
- Primetime Emmy Awards 1995 : Meilleure actrice dans une série télévisée comique pour Cybill (1995-1998).
- Primetime Emmy Awards 1996 : Meilleure actrice dans une série télévisée comique pour Cybill (1995-1998).
- 2e cérémonie des Screen Actors Guild Awards 1996 : Meilleure distribution pour une série comique pour Cybill (1995-1998) partagée avec Christine Baranski, Dedee Pfeiffer, Alan Rosenberg, Alicia Witt et  Tom Wopat.
- 54e cérémonie des Golden Globes 1997 : Meilleure actrice dans une série musicale ou comique pour Cybill (1995-1998).
- Primetime Emmy Awards 1997 : Meilleure actrice dans une série télévisée comique pour Cybill (1995-1998).
- 1re cérémonie des Satellite Awards 1997 : Meilleure actrice dans une série télévisée musicale ou comique pour Cybill (1995-1998).
- 2007 : TV Land Awards de la détective préférée dans une série télévisée dramatique pour Clair de lune (Moonlighting) (1985-1989).

### Récompenses
- 43e cérémonie des Golden Globes 1986 : Meilleure actrice dans une série musicale ou comique pour Clair de lune (Moonlighting) (1985-1989).
- 44e cérémonie des Golden Globes 1987 : Meilleure actrice dans une série musicale ou comique pour Clair de lune (Moonlighting) (1985-1989).
- Aftonbladet TV Prize 1988 : Lauréate du Prix de la meilleure personnalité étrangère TV.
- 53e cérémonie des Golden Globes 1996 : Meilleure actrice dans une série musicale ou comique pour Cybill (1995-1998).
- GLAAD Media Awards 1996 : Lauréate du Prix de la star féminine de l'année.
- GLAAD Media Awards 2010 : Lauréate du Prix Golden Gate.

## Voix françaises
| - Annie Sinigalia dans : - Clair de lune (série télévisée) - Le Ciel s'est trompé - Alice - À la recherche de mon fils (téléfilm) - Bébé Connection (téléfilm) - Cybill (série télévisée) - Les Notes du bonheur (téléfilm) - Le Choix de l'amour (téléfilm) - Détective (téléfilm) - Touche pas à mes filles (série télévisée) - C'est moi qu'elle aime (série télévisée) - The L Word (série télévisée) - Psych : Enquêteur malgré lui (série télévisée) - Samantha qui ? (série télévisée) - Esprits criminels (série télévisée) - Les Mystères d'Eastwick (série télévisée) - Une seconde vie (téléfilm) - Drop Dead Diva (série télévisée) - The Client List (série télévisée) - Super Hero Family (série télévisée) - Broadway Therapy | Et aussi : - Dorothée Jemma dans Les Feux de l'été (téléfilm) - Laura Préjean dans La Dernière Séance (doublé en 2001) - Chloé Renaud dans Daisy Miller - Danielle Volle dans Taxi Driver - Béatrice Delfe dans The Return - Micky Sébastian dans Texasville - Véronique Augereau dans Manipulation meurtrière (téléfilm) - Martine Irzenski dans Le Rêve brisé de Debby (téléfilm) - Céline Duhamel dans Hot in Cleveland (série télévisée) |